# FidoNet
```

                    __
                   /  \
                  /|oo \
                 (_|  /_)
                  _`@/_ \    _
                 |     | \   \\
                 | (*) |  \   ))
    ______       |__U__| /  \//
   / FIDO \       _//|| _\   /
  (________)     (_/(_|(____/
 (c) John Madil

```

FidoNet je svetska kompjuterska mreža koja se koristi za komunikaciju između više BBS-a. Koristi sistem skladištenja i prosleđivanja za razmenu privatnih (imejl) i javnih (forumskih) poruka između BBSa u mreži, kao i drugih datoteka i protokola u nekim slučajevima.
FidoNet sistem je zasnovan na velikom broju malih interaktivnih programa. Samo jedan od njih je u direktnoj interakciji sa BBS sistemom, i on je jedini deo koji mora biti povezan da bi podržao drugi BBS softver. Ovo u velikoj meri olakšava portovanje, a FidoNet je bio jedna od retkih mreža široko podržana od strane gotovo svih BBS softvera, kao i jednog broja onlajn servisa koji nisu bili BBS. Ova modularna konstrukcija takođe dozvoljava FidoNet-u da lako zameni sistem kompresije podataka, što je bilo važno u eri komunikacije koja se bazira na modemu koji koristi telefonske veze sa visokim troškovima daljinskog pozivanja.
Brz napredak brzine modema tokom ranih devedesetih, zajedno sa rapidnim smanjenjem cena kompjuterskih sistema i sistema skladištenja načinio je BBS sve popularnijim. Do sredine devedesetih, bilo je skoro 40.000 funkcionalnih FidoNet sistema, i bilo je moguće komunicirati sa milionima korisnika širom sveta. Samo se UUCP približio po širini ili broju korisnika; broj korisnika FidoNeta bio je daleko veći od ostalih mreža poput BITNETa.
Velika dostupnost jeftinog povezivanja na internet od sredine devedesetih smanjila je potrebu za FidoNetovim sistemom skladištenja i prosleđivanja, pošto se bilo kom drugom sistemu na svetu tada moglo pristupiti po jednakoj ceni. Direktno biranje ka lokalnom BBSu je ubrzo opalo. Dostupnost povezivanja na internet je svakako univerzalna, i, bez obzira što mu se upotreba znatno smanjila od ranih devedesetih, FidoNet ostaje u upotrebi širom sveta.

## Tehnička struktura
FidoNet je projektovan tako da koristi dial-up pristup zasnovan na modemu između BBS-a, i veliki deo njengove politike i strukture to i odražava.
FidoNet Sistem se zvanično koristio samo za prenos Netmail-a – pojedinačnih privatnih poruka između ljudi koji koriste oglasne table – uključujući protokole i standarde kojima ih podržavaju. Netmail poruka sadrži ime pošaljioca, ime primaoca, kao i odgovarajuće FidoNet adrese svakog od njih. FidoNet sistem je bio odgovoran za rutiranje poruka iz jednog sistema u drugi (detalji slede u nastavku), sa softverom oglasne table na oba kraja koji je odgovoran da obezbedi da samo onaj kome je poruka namenjena nju i pročita. Zbog hobističke prirode mreže, privatnost između pošiljaoca i primaoca je bila samo rezultat učtivosti vlasnika FidoNet sistema koji su uključeni u prenos pošte. Bilo je, ipak, uobičajeno za operatore sistema da zadržavaju pravo da pregledaju sadržaj pošte koja prolazi kroz njihov sistem.
Netmail je dozvoljavao priloge od jednog dokumenta po svakoj poruci. Ovo je dovelo do serije tzv. „piggyback“ protokola koji su uneli dodatne opcije u FidoNet tako što su dvosmerno prenosili informacije kao dokumente u prilogu. U ovo je spadala i automatska distribucija dokumenata i prenos podataka za igre unutar BBSa.
Najviše korišćen piggyback protokol bio je Echomail, javne diskusije po prirodi slične Usenet njuzgrupama. Echomail podržava raznovrstan softver koji skuplja nove poruke sa lokalnih javnih BBS foruma (skener), kompresuje ih koristeći ARC ili ZIP, dodaje dobijene arhive u Netmail poruku, i šalje tu poruku obeleženom sistemu. Po primanju takve poruke, identifikovane tako što je adresirana na pojedinačnog korisnika, obrnuti proces se koristio da bi se poruke otpakovale, a tzv. tosser ih je sastavljao u forume novog sistema.
Echomail je bio toliko popularan da je za mnoge korisnike Echomail bio FidoNet. Privatne Netmail poruke između dvoje ljudi bile su relativno retke.

### Geografska struktura
Fidonet je politički organizovan u strukturu stabla, gde su različiti delovi stabla birali sopstvene koordinatore. Hijerarhija FidoNeta sastojala se od zona, regija, mreža, čvorova i tačaka koje su bile organizovane manje-više geografski.
Najveći nivo je zona, koja je uglavnom zasnovana na kontinentu:
- Zona 1 je Severna Amerika
- Zona 2 je Evropa, zemlje bivšeg Sovjetskog Saveza i Izrael
- Zona 3 je Australazija
- Zona 4 je Latinska Amerika (osim Portoriko)
- Zona 5 je Afrika
- Zona 6 je Azija, Izrael i azijski delovi Rusije, (koje su navedene u zoni 2). Dana 26. jula 2007. zona 6 je ukinuta, a svi preostali čvorovi su prebačeni u zonu 3.

Svaka zona je podeljena na regione koji su razdeljeni na mreže, koje se sastoje od pojedinačnih čvorova. Zone 7-4095 se koriste za othernet; grupe čvorova koji koriste kompatibilan softver sa Fido softverom, da prenose sopstvene poruke, a da ih na bilo koji način kontroliše politička struktura FidoNeta. Korišćenje neiskorišćenih brojeva zona obezbedilo je to da svaka mreža ima jedinstven skup adresa, čime su se izbegli potencijalni problemi rutiranja i dvosmislenosti za sisteme koji su pripadali različitim mrežama.

### FidoNet adrese
FidoNet adrese se eksplicitno sastoje od broja zone, broja mreže (ili regije), kao i broja čvora. One su napisane u obliku Zona:Mreža/Čvor. Struktura FidoNet-a takođe omogućava semantičko označavanje regiona, domaćina, i statusa čvorišta za pojedine čvorove, ali taj status nije direktno ukazan glavnom adresom.
Na primer, zamislite čvor koji se nalazi u Tulsi, u Oklahomi, SAD, sa dodeljenim brojem čvora 918, koji se nalazi u zoni 1 (Severna Amerika), Regionu 19 i mreži 170. Puna FidoNet adresa za ovaj sistem će biti 1:170/918. Region je korišćen u administrativne svrhe, i bio je samo deo adrese ukoliko je čvor direktno naveden ispod regionalnog koordinatora, a ne jedna od mreža korišćenih da dodatno podeli region.
Politika FidoNet-a zahteva da svaki FidoNet sistem održava listu čvorova svakog drugog člana sistema. Informacije o svakom čvoru sadrže naziv sistema ili BBS, naziv operatera čvora, geografski položaj, broj telefona, i softverske mogućnosti. Lista čvorova se ažurira nedeljno, kako bi se izbeglo neželjeno pozivanje čvorova koji su ugašeni, a čije je brojeve telefona telefonska kompanija možda premestila za upotrebu običnog telefona.
Da bi se postiglo redovno ažuriranje, koordinatori svake mreže održavaju listu sistema u svojim lokalnim sredinama. Liste se redovno prosleđuju nazad Međunarodnom koordinatoru putem automatizovanih sistema. Međunarodni koordinator tada sastavlja novu listu čvorova i generiše listu izmena (nodediff) koja se distribuira operaterima čvora da ih ubace u već postojeće liste čvorova.

### Usmeravanje FidoNet pošte
U teorijskoj situaciji, čvor normalno prosleđuje poruku čvorištu. Čvorište, koje funkcioniše kao distributer za poštu, zatim šalje poruku koordinatoru mreže. Odatle se ona može poslati preko regionalnog koordinatora, ili na neki drugi sistem specijalno podešen za tu funkciju. Poruka na druge zone može biti poslata preko zone-kapije.
Na primer, FidoNet poruka može da prati sledeći put:
- 1:170/918 (čvor) do 1:170/900 (čvorište) do 1:170/0 (koordinator mreže) do 1:19/0 (koordinator regije) do 1 : 1/0 (koordinator zona). Odatle je poslata „nizvodno“ u odredišno čvorište.

Prvobitno nije bilo specifičnog odnosa između brojeva mreže i regiona u kom se oni nalaze. U nekim oblastima FidoNeta, naročito u Zoni 2, odnos između broja regiona i broja mreže je isprepleten. Na primer, 2:201/329 je u mreži 201, koji je u regionu 20, dok je 2:2410/330 u mreži 2410, koji je u regionu 24. Zona 2 takođe stoji u odnosu sa brojem čvoraišta ukoliko je mreža dovoljno velika da sadrži čvorišta. Ovaj efekat se može videti u listi čvorova kada se posmatra struktura mreže 2410, gde je čvor 2:2410/330 naveden pod čvorište 300. To nije slučaj u drugim zonama.
U zoni 1, stvari su mnogo drugačije. Zona 1 je bila polazna tačka i kada su formirane zone i regioni, postojeće mreže su podeljene regionalno bez zadatih formula. Jedini kriterijum je bio gde su se nalazile geografski u odnosu na kartiranu konturu regiona. Kada su se dodavali novi brojevi korišćena je sledeća formula.

Broj Regiona × 20

Onda kada je nekim regionima počelo da ponestaje mrežnih brojeva, korišćena je sledeća formula:

Broj Regiona × 200

Region 19, na primer, sadrži mreže 380-399 i 3800-3999 pored onih koji su bili u regionu 19 kada je formirana.
Deo cilja formiranja lokalnih mreža bilo je sprovođenje plana za smanjenje troškova po kome sve poruke poslate na jedno ili više čvorišta ili domaćina u kompresovanom obliku (ARC je nominalan standard, ali je ZIP univerzalno podržan); jedan poziv bi se onda tokom niskog opterećenja koristio za razmenu cele poruke u kojoj je arhiva sa spoljnim linkom za dalju preraspodelu.
U praksi, FidoNet struktura dozvoljava svakom čvoru da se direktno spoji sa nekim drugim, a operateri čvora bi ponekad formirali sopstvene ad-hok aranžmane za pozivanje, i time balansirali između kolektivnog smanjenja troškova i kraćeg vremena isporuke. Na primer, ako bi jedan operater čvora u mreži ponudio da regularno poziva određeni sistem negde drugde, ostali operateri bi mogli da organizuju slanje sve njihove pošte usmerene na udaljeni sistem, a oni blizu tog mesta, lokalnom volonteru. Operateri unutar individualnih mreža su ponekad imali dogovore za podelu troškova, a takođe je bilo uobičajeno da se ljudi sami prijave da plate regularnu cenu poziva, bilo iz darežljivosti ili da bi izgradili status u zajednici.
Ovaj ad hok sistem je bio posebno popularan sa mrežama koje su nadgrađene na FidoNet. Echomail je, na primer, često morao da šalje relativno velike dokumente zbog svoje popularnosti. Ako bi zvanični FidoNet distributeri odbili da prebace Echomail zbog dodatnih troškova poziva, ostali operateri čvorova bi se ponudili da plate. U takvim slučajevima, Echomail poruke bi bilo poslate na sistem tog volontera.
Fidonet sistem je najbolje adaptiran u okolini u kojoj je lokalna telefonska usluga bila jeftina a pozivi na daljinu (ili međugradsko slanje podataka preko tehnologije paketnog prenosa) skupi. Tako je loše radio u Japanu, gde su čak i lokalni pozivi skupi, ili u Francuskoj, gde su troškovi lokalnog poziva i konkurencija sa Minitelom ili drugim mrežama podataka ograničile njegov rast.

### Tačke
Kako je broj poruka u Echomailu porastao tokom vremena, postalo je veoma teško korisnicima da održe korak sa obimom dok su prijavljeni u lokalni BBS. Tačke su uvedene da reše ovo pitanje, omogućivši tehnički potkovane korisnike da dobiju već kompresovani i Echomail (i Netmail) na gomili i pročitaju ih lokalno na sopstvenim računarima.
Da bi postigli ovo, adresiranje FidoNeta produženo je dodavanjem poslednjeg segmenta u adresu, broja tačke. Na primer, korisnik na sistemu na gorenavedenom primeru mogao bi da dobije broj tačke 10, i tako šalje poštu na adresu 1:170/918.10.
U realnoj upotrebi, tačke je bilo prilično teško postaviti. FidoNet softver se tipično sastoji od broja malih programa koje pokreće ručno podešen kod. Čitanje i editovanje pošte zahtevalo je ili „sisop“ editor ili lokalni BBS.
U Severnoj Americi (Zona 1) tačke su korišćene kratak period vremena, a i tada samo do određenog nivoa. Specijalizovani programi za čitanje pošte van mreže poput Blue Wave, Squiggy i Silver Xpress (OPX) su se pojavili sredinom devedesetih, i zbog toga je sistem tačaka postao suvišan. Mnogi od tih paketa podržavali su QWK standard za poštu van mreže.
U drugim delovima sveta, pogotovo u Evropi, bilo je drugačije. Suprotno od Severne Amerike gde su lokalni pozivi obično besplatni, u Evropi se meri njihova dužina pa postoji potreba da se vreme poziva što više skrati. Softver tačaka koristi standardnu kompresiju (ZIP, ARJ, itd) i zbog toga su pozivi trajali svega nekoliko minuta dnevno.
U Evropi (Zona 2) korišćenje tačaka je postalo veoma popularno. Mnogi regioni slali su liste tačaka zajedno sa listom čvorova. Segmenti liste tačaka održavaju administratori mreža i regiona, administratori tačaka u zoni sastavljaju ih u liste tačaka zone. Na vrhuncu FidoNeta bilo je preko 120.000 tačaka izlistanih u listi tačaka Z2. Listanje tačaka bilo je na volonterskoj bazi, i nije svaka tačka bila izlistana, pa niko ne može ni da pogodi koliko je tačaka zaista bilo. U junu 2006 i dalje je bilo oko 50.000 tačaka na listi. Većina se nalazi u Rusiji i Ukrajni.

### Tehničke specifikacije
FidoNet sadrži nekoliko tehničkih specifikacija za kompatibilnost između sistema. Najosnovniji od svih je bio FTS-0001, sa kojima su svi FidoNet sistemi morali da budu usaglašeni, što je bio minimalan uslov. FTS-001 je definisao:
- Rukovanje – protokoli koje koriste softveri za poštu da identifikuju jedan drugog i razmene meta informacije o sesiji
- Protokol transfera (XMODEM) – protokoli koji se koriste za prenos dokumenata koji sadrže FidoNet poštu između sistema.
- Format poruke - standardni format FidoNet poruke u toku vremena kada su razmenjene između sistema

Druge specifikacije koje su često korišćene ticale su se Echomail-a, različitih protokola transfera i metoda rukovanja (na primer Yoohoo/Yoohoo2u2, EMSI), kompresije dokumenta, formata liste čvorova, transfera preko pouzdanih mreža poput Interneta (Binkp) i druge stvari.

### Sat za poštu u Zoni
Pošto su kompjuterske oglasne table koristile iste telefonske linije za prenos pošte koje su koristili i obični korisnici BBS-a, politika FidoNet-a diktira da barem jedna određena linija mora biti dostupna za prijem pošte sa drugih FidoNet čvorova u toku određenog sata svakog dana.
Sat za poštu, kako je nazvan, razlikovao se u zavisnosti od geografske lokacije čvora, i bilo je određeno da bude u toku ranog jutra. Tačan sat varira u odnosu na vremensku zonu, i svaki čvor sa samo jednom telefonskom linijom trebalo je da odbije ljudske pozive. U praksi, pogotovo pri kraju, većina FidoNet sistema imala je običaj da prima poštu u bilo koje doba dana kada telefonska linija nije zauzeta, obično noću.

## Literatura
- FidoNet zvanični sajt
- FidoNet US
- FidoNet Technical Standards Committee Home Page
- O SETNet-u